# Osowo Stare
Osowo Stare (pol. hist. Osowo) – wieś w Polsce położona w województwie wielkopolskim, w powiecie obornickim, w gminie Oborniki.

## Historia
Wieś pierwotnie związana była z Wielkopolską. Ma metrykę średniowieczną i istnieje co najmniej od drugiej połowy XIV wieku. Wymieniona została w łacińskim dokumencie z 1389 jako "Osowo", 1398 "Ossowo", 1400 "Osszowo", 1418 "z Ossowey", 1425 "Osschowo", 1436 błędnie "Hossowo", 1510 "Ossovo".
Miejscowość była początkowo wsią szlachecką należącą do lokalnej szlachty wielkopolskiej z rodu Ossowskich, którzy od nazwy wsi przyjęli odmiejscowe nazwisko, a później właścicielami byli także Bytkowscy, Boboleccy, Wielżyńscy, Niemieczkowscy. W 1435 wieś leżała w powiecie poznańskim województwa poznańskiego w Koronie Królestwa Polskiego. W 1508 należała do parafii Szamotuły Stare.
Pierwsze zapisy o wsi pochodzą z końca XIV wieku. Zapis z 1389 odnotował Trojana Grocholę właściciela w Kiszewie i Objezierzu, który prowadził spór sądowy ze Szczepanem Skórą z Gaju koło Ceradza o młyn zbożowy znajdujący się w Osowie oraz o powstałe w nim szkody. Kolejny zapisy z lat 1398-1403 odnotowują Przecława z Mirucina, który w 1398 toczył o Osowo spór z Wincentym Kobylnickim.
Na przełomie XIV i XV wieku wspomniano właścicielkę wsi Dobiesławę Bytkowską z Osowa oraz z Bytkowa, która od nazwy wsi Osowo nosiła także drugie nazwisko Ossowska. W latach 1387-1389 upominała się ona o swój posag z Dąbrowy k. Poznania w parafii Skórzewo. W latach 1400-1411 była właścicielką we wsi Osowo. W 1400 wraz z braćmi Przecławem ze Słowikowa oraz Jakuszem z Murzynowa Leśnego wsi w powiecie pyzdrskim toczyła spór sądowy z Wincentym z Kobylnik o dziedzinę Osowo. W 1401 toczyła kolejny spór ze swoją pasierbicą Krzemką żoną Dobrogosta z Lubonia. Sąd nakazał Dobiesławie odstąpienie od jej posagu oraz wiana w Bytkowie oraz powrót do ojcowizny w Osowie. Wyznaczono Dobiesławie termin, do którego może rezydować w Bytkowie na najbliższe Boże Narodzenie. W latach 1403-1407 Dobiesława toczyła spór sądowy z Krzywosądem, Leonardem i Włodzimierzem zwanym Włodakiem braćmi ze Sławna koło Czarnkowa. W 1403 jako zachodźca (łac. "intercessor") Dobiesławy występuje w sądzie Przecław Mirucki. W 1407 sąd orzekł, że wspomniani bracia mieli zwrócić swojej ciotce Dobiesławie wszystko to, co zabrali jej w Oowie, a ona ma być wolna od ich opieki. W 1407 toczyła kolejny spór ze swoimi bratankami o pieniądze oraz o zboże wartości 20 grzywien, a także o zabrane jej dokumenty, konia oraz wołu. W 1411 (wg kopii z 1462) Dobiesława jako wdowa po Andrzeju Bytkowskim zapisała klasztorowi dominikanów w Poznaniu 30 grzywien, z których 10 grzywien zapisane było jako jej wiano na Osowie. Po śmierci Dobiesławy klasztorowi temu miał być wypłacany czynsz roczny w wysokości 3 grzywien, który mógł zostać jednak wykupiony za 30 grzywien przez któregoś ze spadkobierców.
W początku XVI wieku właścicielami wsi byli właściciele także sąsiedniego Niemieczkowa, bracia Niemieczkowscy - Stanisław, Jan oraz duchowny Jakub. W 1501 tenże Stanisław za zgodą swoich braci zapisał z zastrzezeniem prawa wykupu dla mansjonarzy kościoła parafialnego w Ostrorogu czynsz roczny w wysokości 7 grzywien od sumy głównej 100 grzywien na Osowie. W 1503 Jan i Stanisław sprzedali z zastrzeżeniem prawa wykupu swojemu szwagrowi Janowi Wargowskiemu, który był mężem ich siostry Barbary, czynsz roczny 3,5 grzywny na połowie Osowa za 30 grzywien szer. groszy. W 1513 Jan Wargowski skwitował czynsz z sumy głównej 40 grzywien. W 1503 trzeci brat, Jakub Niemieczkowski pleban w Brodach dał swoim braciom swoje części po ojcu i matce w Niemieczkowie, Osowie i Wielżynie. W 1510 Stanisław Niemieczkowski zapisał swojej żonie Elżbiecie córce Mikołaja Zielińskiego z Zielińca w powiecie pyzdrskim po 100 grzywien posagu oraz wiana na połowie swoich połówek Niemieczkowa i Osowa. W 1533 Stanisław zapisał swojej drugiej żonie Agnieszce córce Andrzeja Iłowieckiego herbu Ostoja po 100 kóp groszy posagu oraz wiana na swoich częściach w Wielżynie i Osowie.
W 1591 Piotr Bobolecki sprzedał Aleksandrowi synowi Piotra Biegańskiego swoje części w Osowie oraz w części Wielżyna zwanej "Przeciwnica" za 10000 złotych polskich, a Biegański na połowie tychże części zapisał swojej żonie Barbarze, córce Boboleckiego, po 1200 złotych polskich posagu oraz wiana.
Miejscowość odnotowały także historyczne rejestry podatkowe dzięki którym znamy stosunki własnościowe we wsi. W 1508 miał miajsce we wsi pobór od 13 łanów. W 1423 w Osowie było 12 łanów, z których pobierano dziesięcinę po trzy grosze. W 1510 pobierano dziesięcinę w wysokości 3 groszy z 10 łanów nalezących do uposażenia prebendy „Dróżdżyce” w katedrze poznańskiej. W 1563 pobrano podatki od 6,5 łana oraz od karczmy dorocznej. W 1577 pobrano podatki z części należącej do Bartłomieja Niemieczkowskiego oraz z części Krzysztofa Niemieczkowskiego. W 1580 pobór odbył sie z części Krzysztofa Niemieczkowskiego od 8 łanów osiadłych, dwóch zagrodników, jednego komorników, oraz od 1/8 łana roli, a z części Bartłomieja Niemieczkowskiego od 3 łanów oraz jednego komornika.
Wskutek II rozbioru Polski w 1793, miejscowość przeszła pod władanie Prus i jak cała Wielkopolska znalazła się w zaborze pruskim.